# 비어복
비어복(飛魚服)은 중국 명조(明朝, 1368~1644) 황제들이 신하들에게 상으로 하사한 복식 일종이다. 의복 위에는 망(蟒)과 비슷한 비어(飛魚)가 수놓여져 있었기에 비어복이라고 하였다. 비어복은 망복(蟒服) 다음으로 존귀한 복식이다. 비어복은 명조 정덕(正德) 연간(1506~1521)에 처음 등장하였다.

## 같이 보기
- 명나라